# کاخ کشاز
کاخ کشاز (لهستانی: Zamek Książ) بزرگ‌ترین قصر در منطقه سیلزی است که در واوب ژیخ واقع در استان سیلزی سفلی کشور لهستان قرار دارد. این قصر در محدوده پارک کشاز در یک منطقه حفاظت‌شده در تپه‌ای در واوب ژیخ قرار دارد. نمای این کاخ در یک دره عمیق کنار رودخانه پیوتشنیسا در واوب ژیخ است که یک مکان جذب توریست است.

## نگارخانه

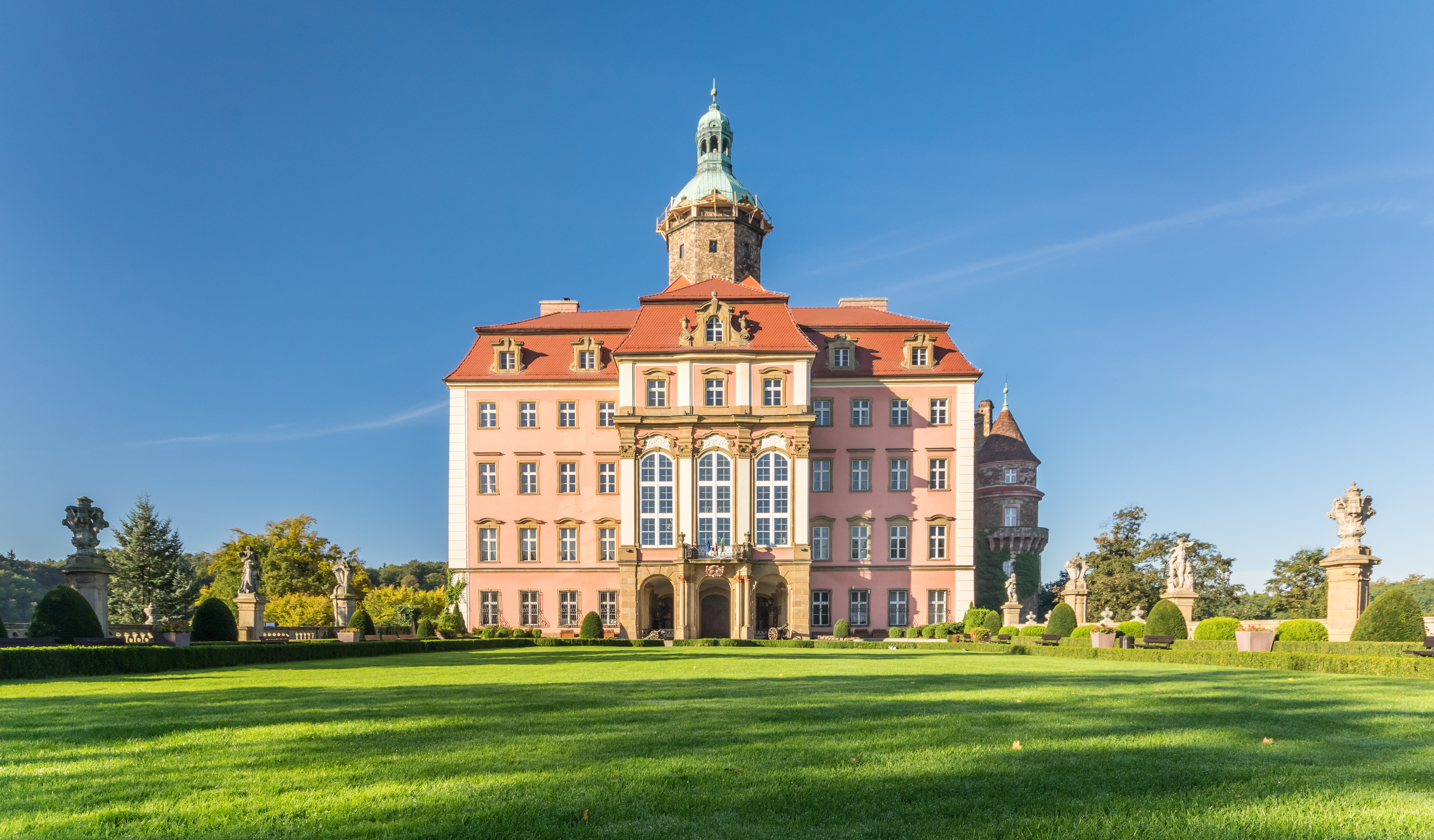
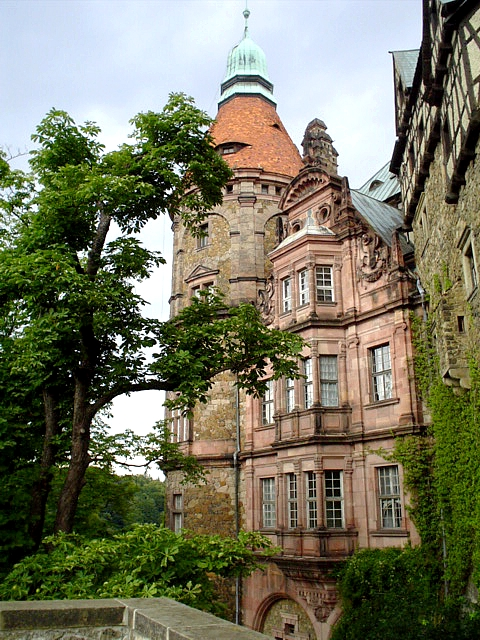
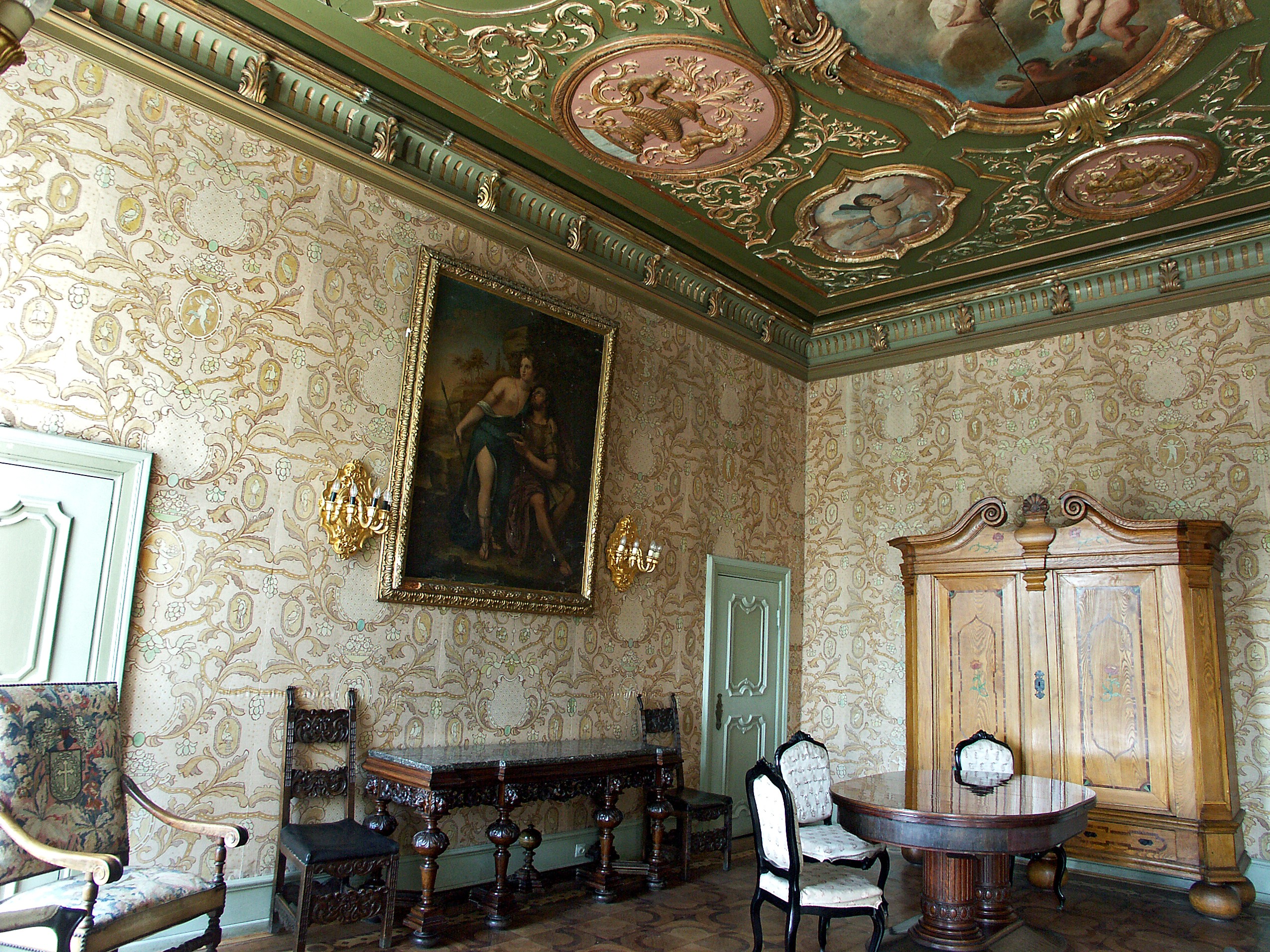
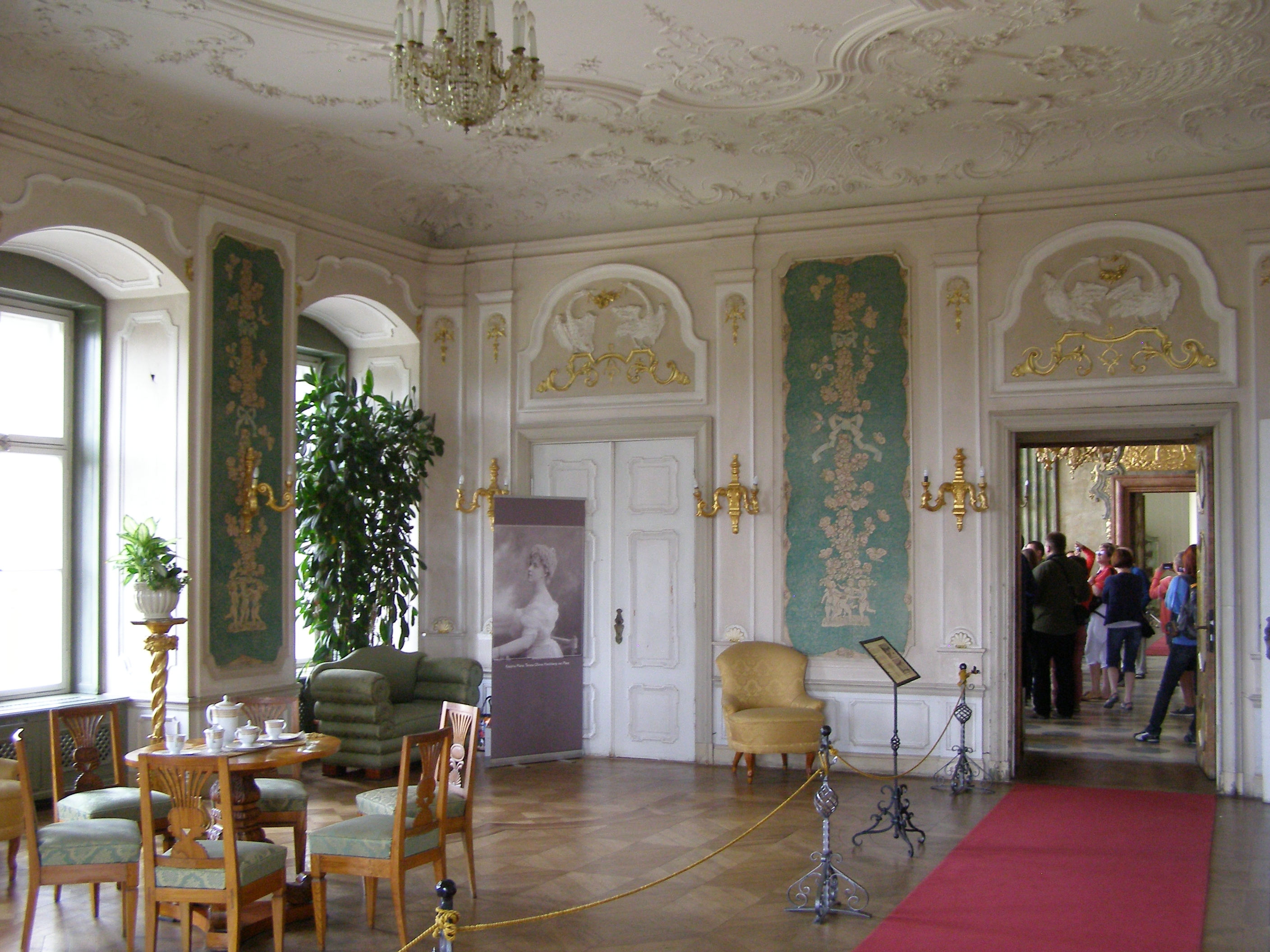
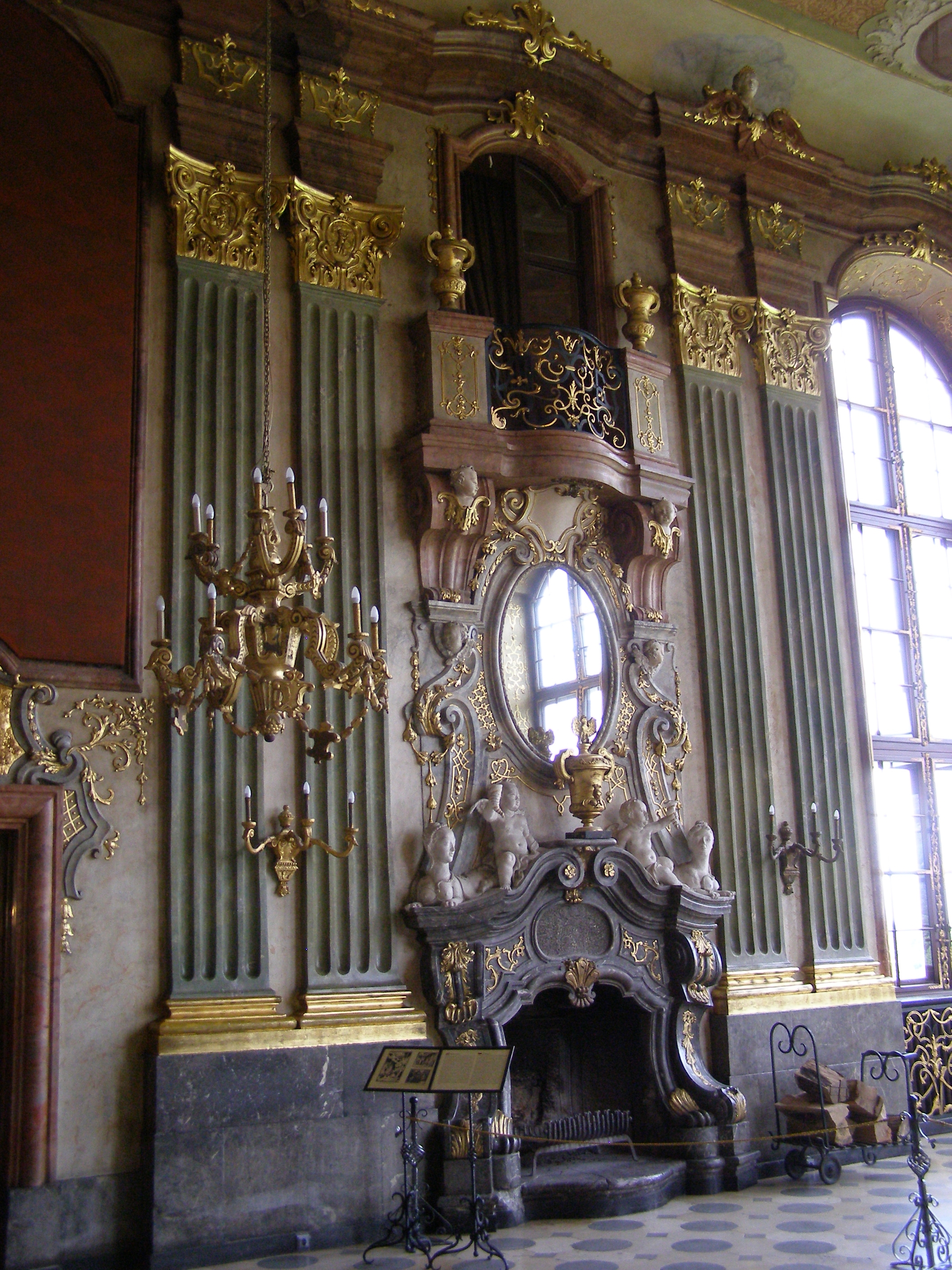
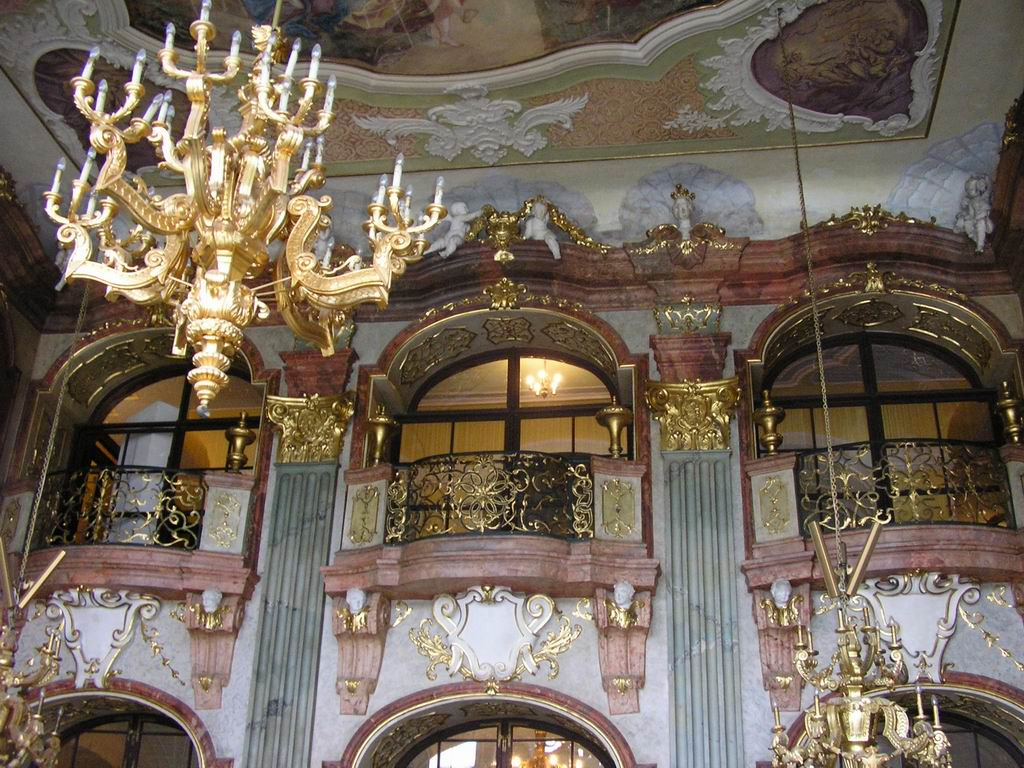
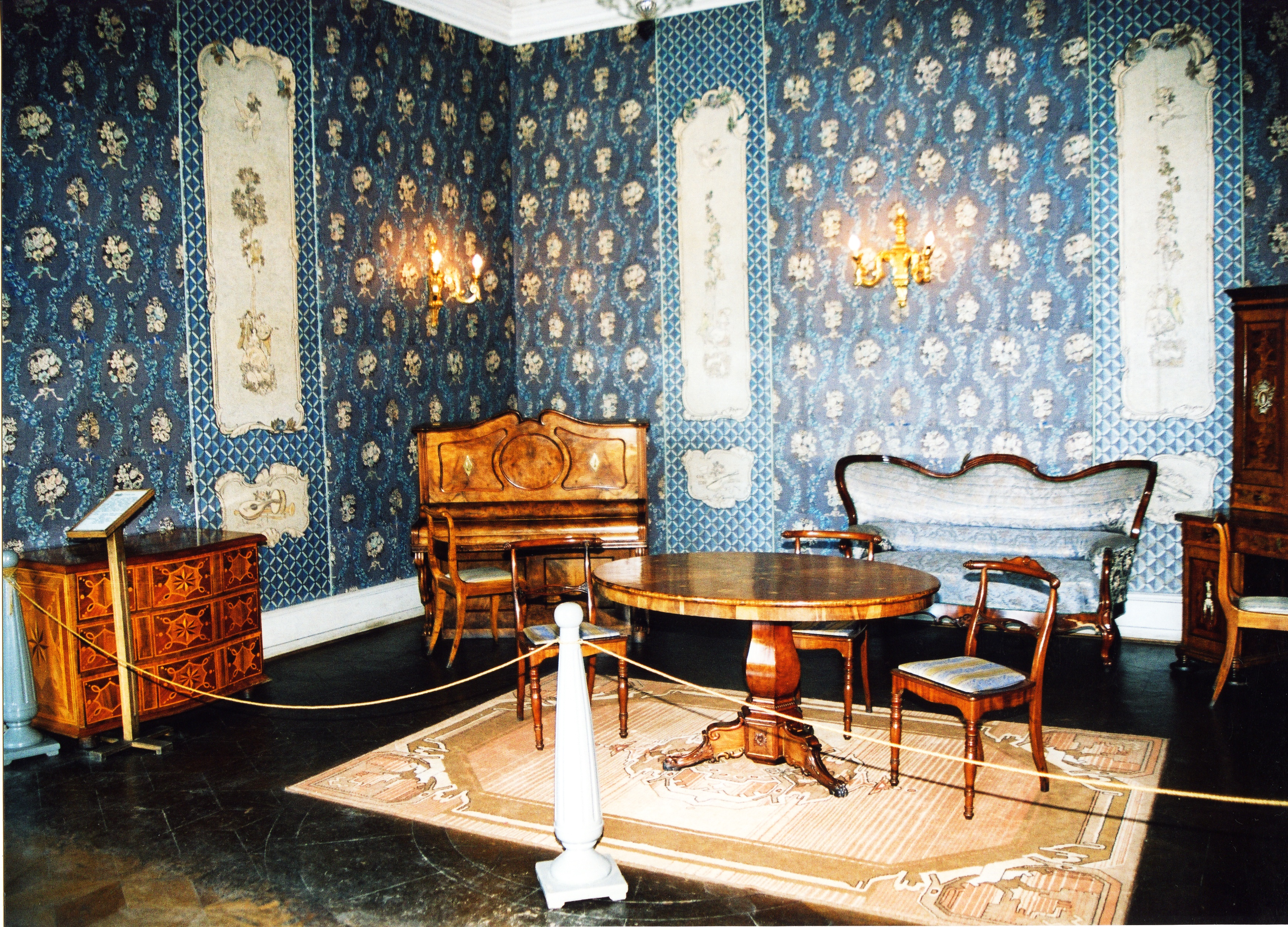
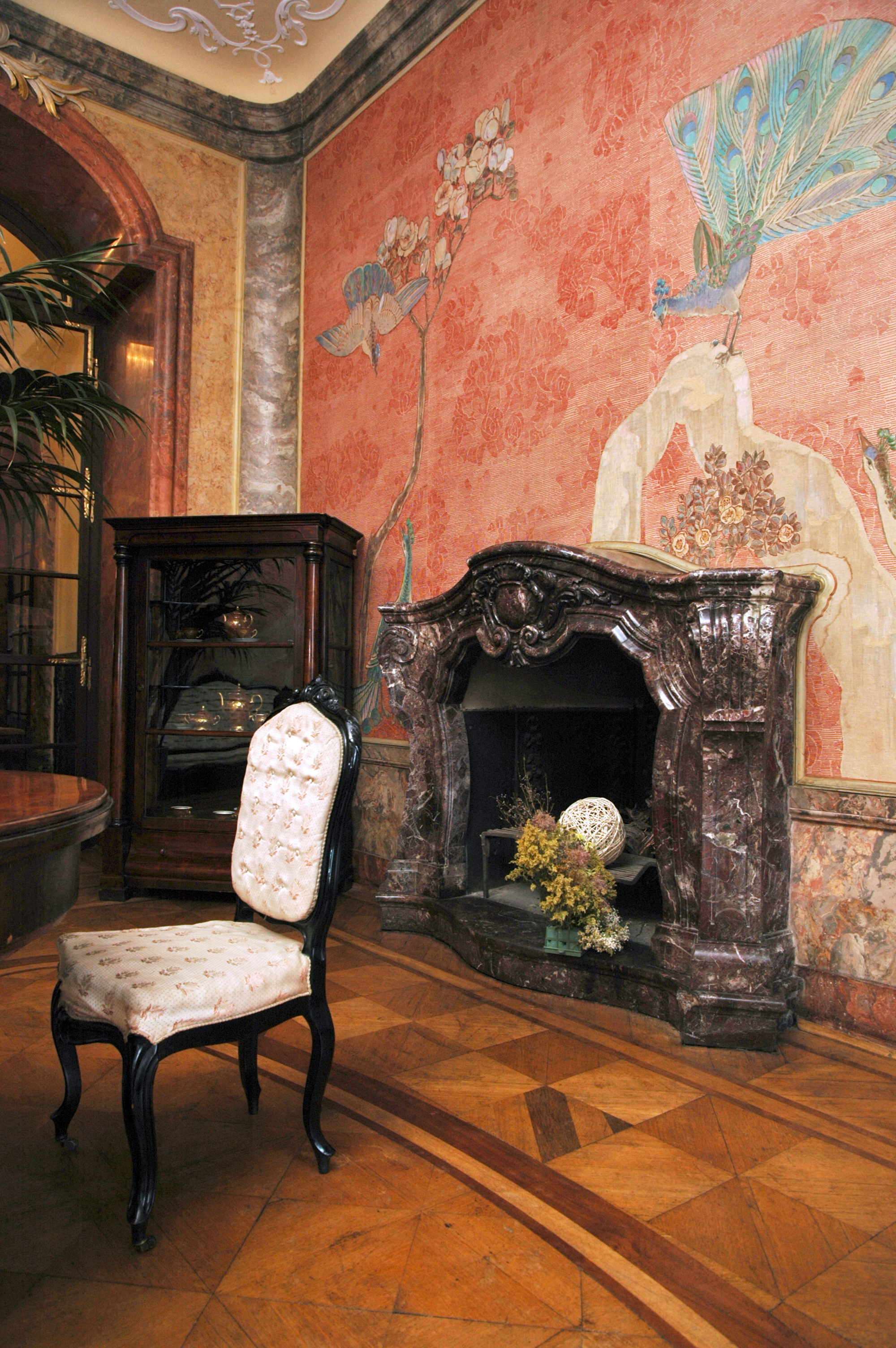
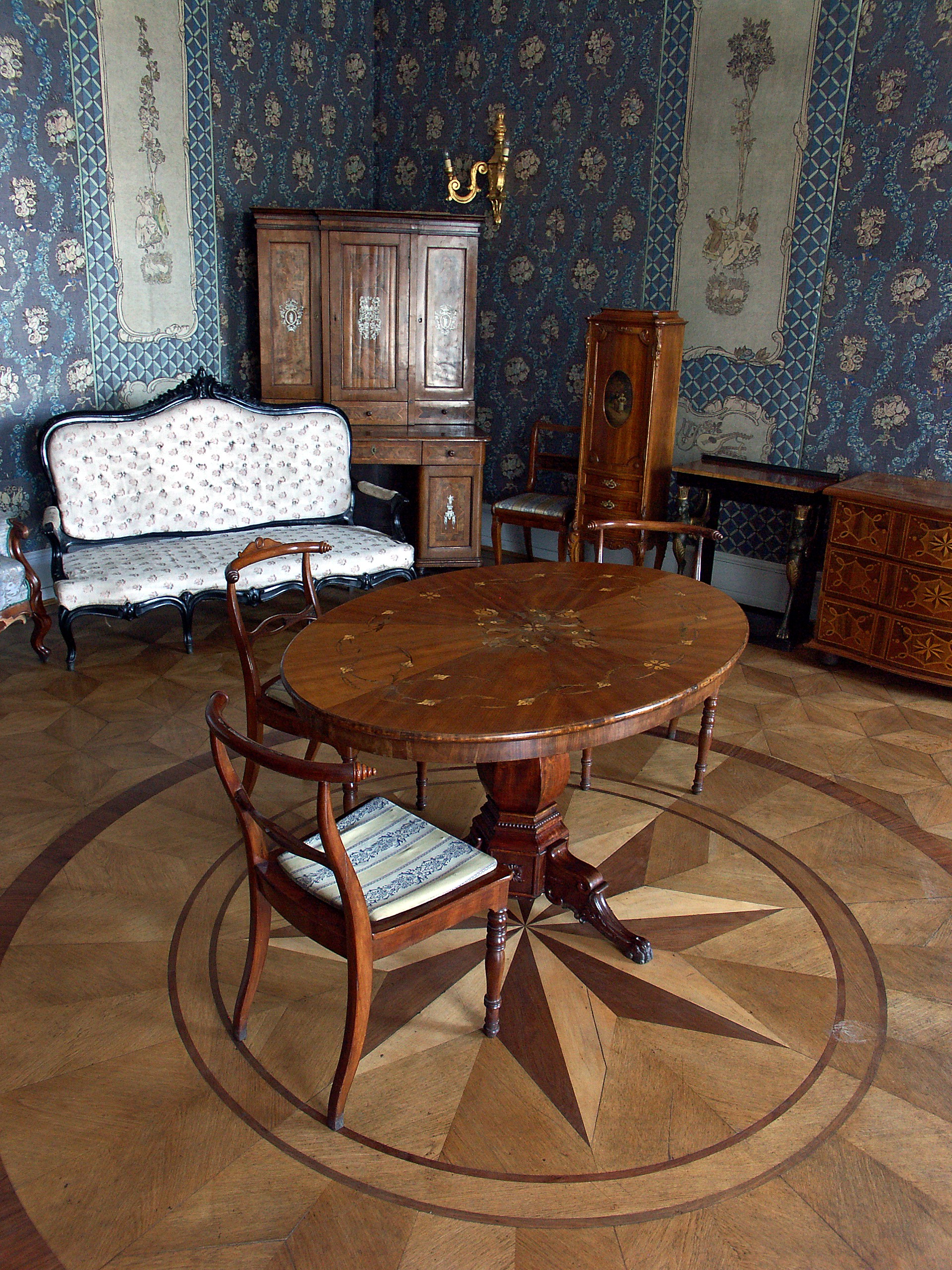
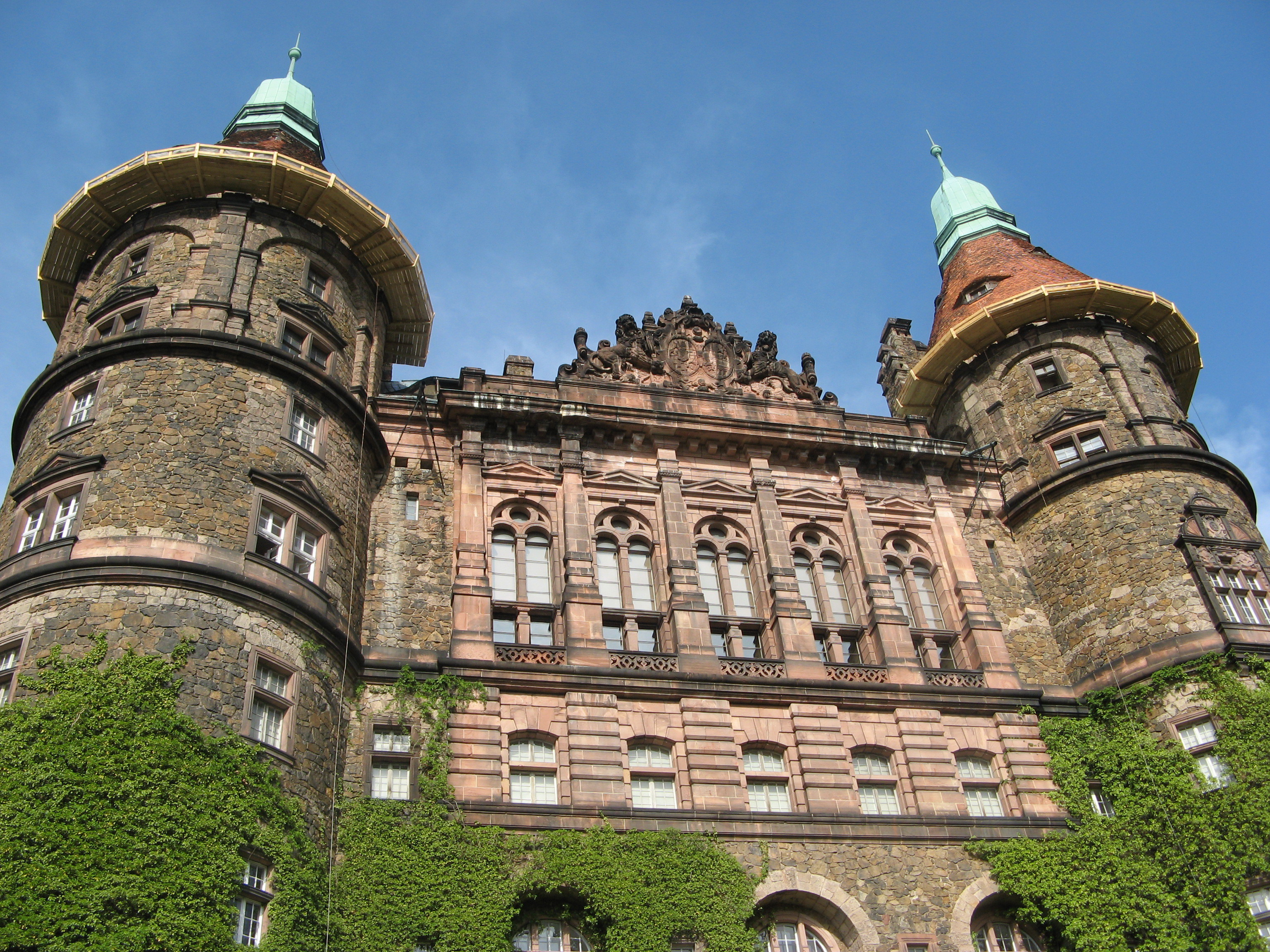
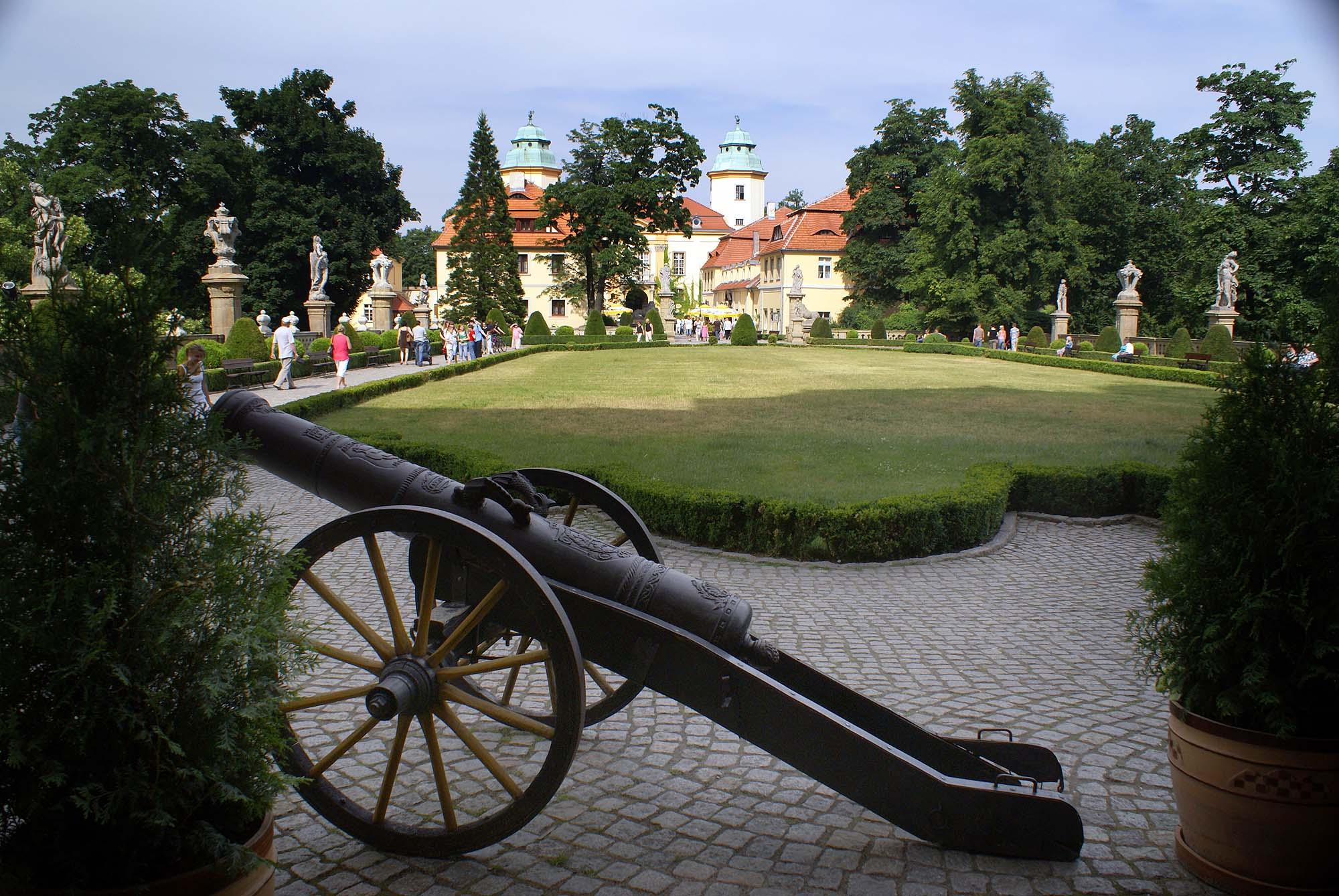
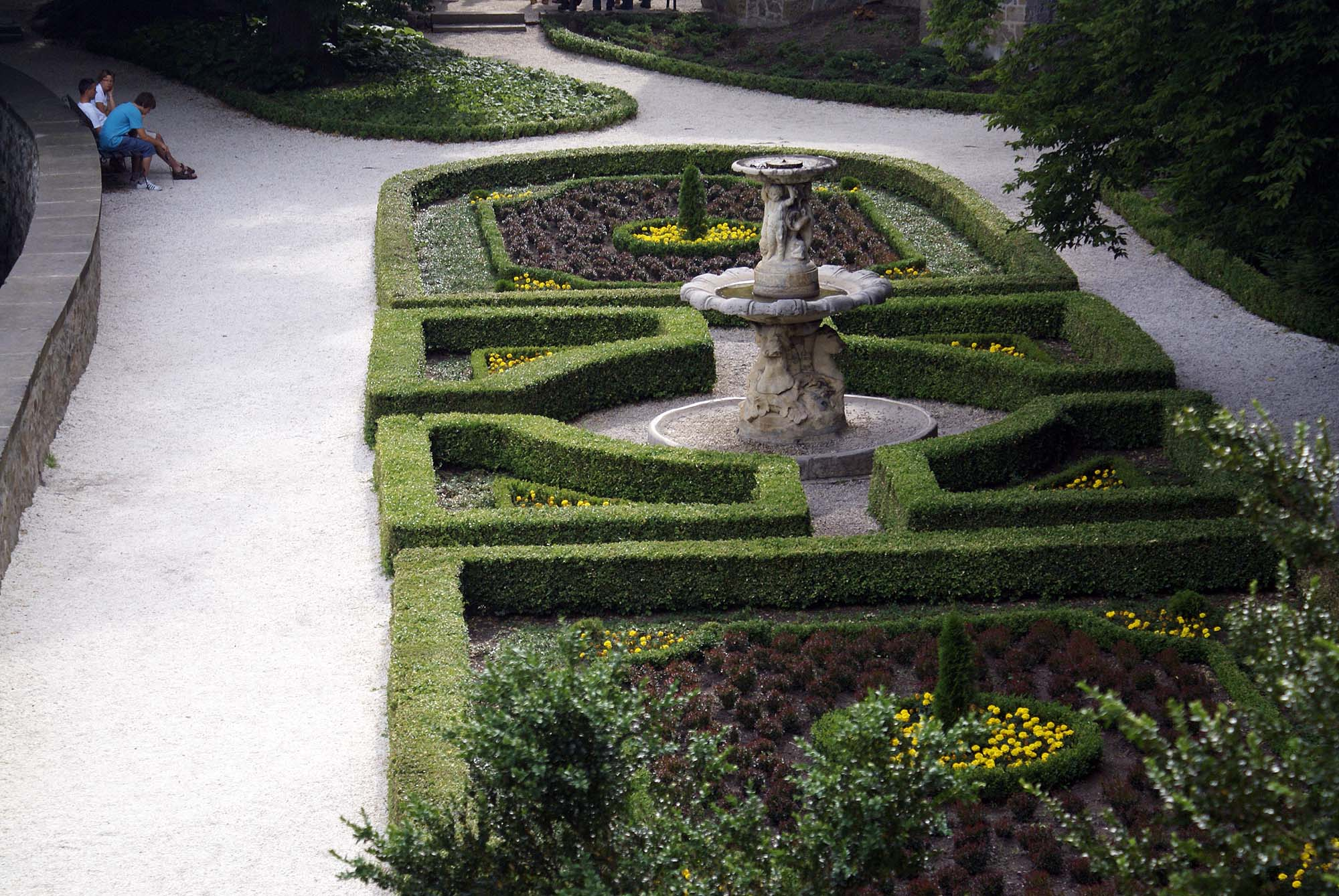
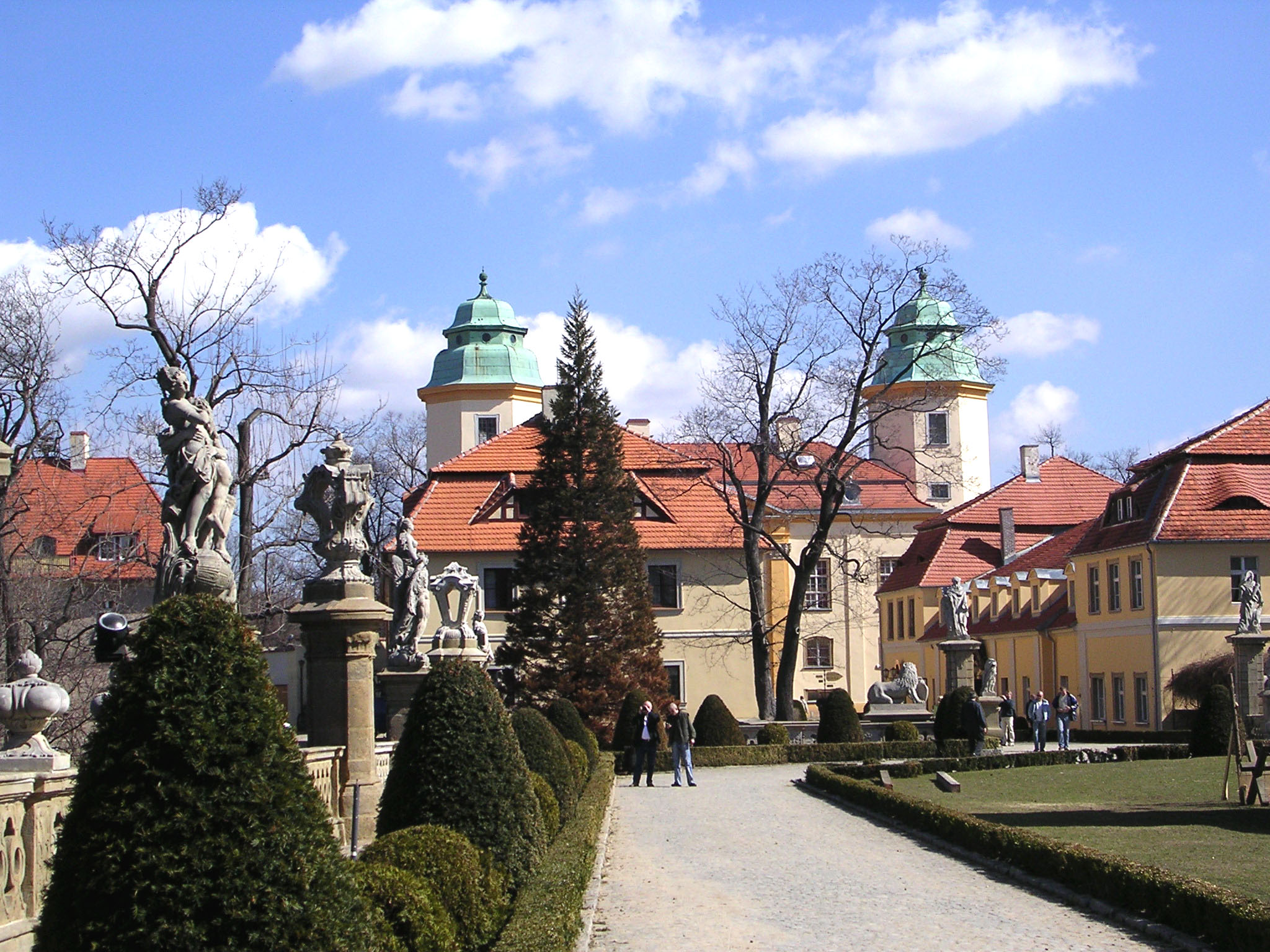
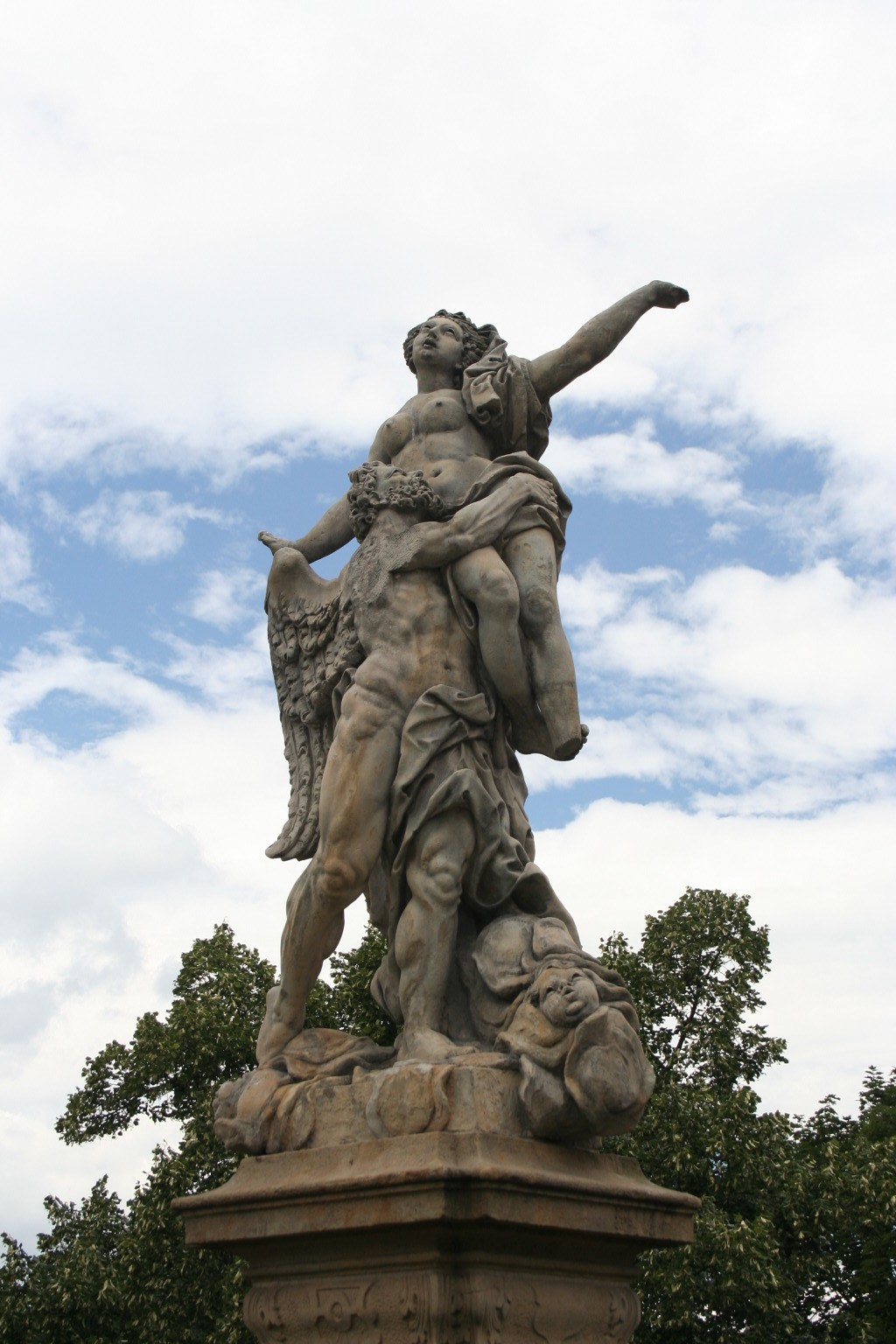